# Internierungslager Jodensavanne

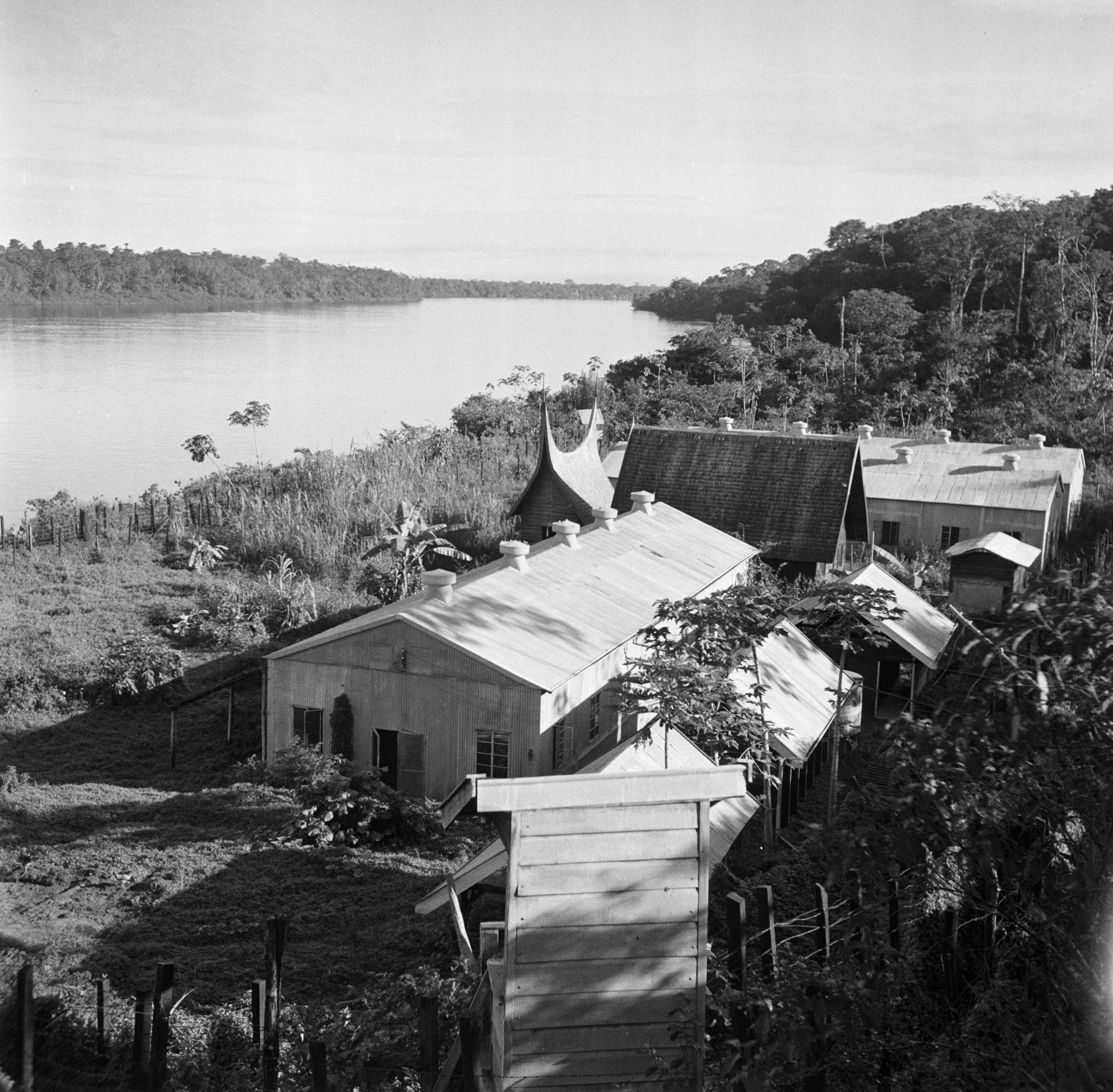
Reste des Kamp Jodensavanne in 1947

Kamp Jodensavanne

Internierungslager Jodensavanne (niederländisch Kamp Jodensavanne) war ein niederländisches Internierungslager in der Kolonie Suriname. Während des Zweiten Weltkriegs wurden dort 146 tatsächliche oder vermeintliche Anhänger der Nationaal-Socialistische Beweging (NSB) und des Nationalsozialismus aus Niederländisch-Indien interniert, einige Gefangene wurden getötet.

## Die Gefangenen
Die Gruppe der 146 „Unversöhnlichen“ (onverzoenlijken), darunter Ernest Douwes Dekker, ein Cousin zweiten Grades von Eduard Douwes Dekker, und der Kriegsdienstverweigerer Lo Hartog van Banda, gehörten zu den mehreren tausend Deutschen, Ungarn, Tschechen, Italienern, Niederländern mit deutschem Nachnamen und indonesischen NSB-Anhängern, die am 10. Mai 1940 in Niederländisch-Indien verhaftet wurden. Zunächst wurden sie auf der Insel Onrust und in Ngawi interniert. Nachdem die Niederlande am 8. Dezember 1941 Japan den Krieg erklärt hatten, schlug der Generalgouverneur von Niederländisch-Indien, van Starkenborgh, vor, die Gefährlichsten unter ihnen auf den Westindischen Inseln zu internieren. Gouverneur Kielstra von Suriname stimmte dem Plan zu. Die Gefangenen wurden dann auf dem Schiff Tjisedane in einen Käfig gesperrt und von Surabaya nach Paramaribo transportiert. Am 21. März 1942 kam die Gruppe in Suriname an.

## Das Lager
Das Lager bestand aus drei Baracken, die in der Nähe von Jodensavanne gebaut wurden. Aufgrund einer Verzögerung bei der Lieferung von Baumaterialien konnte das Lager Jodensavanne erst im September 1942 in Betrieb genommen werden. Die Gefangenen wurden deshalb von März bis September in Fort Nieuw-Amsterdam in alten Sklavenquartieren eingesperrt. Einmal im Lager mussten sie Zwangsarbeit leisten. Sie erhielten keine Post und auch keine Lebensmittelpakete vom Roten Kreuz. Das Lager wurde „die grüne Hölle“ (de groene hel) genannt. Die hygienischen Bedingungen waren schlecht, und viele Häftlinge erkrankten an Dysenterie und Malaria. Der einzige Arzt im Lager war der Hafenarzt von Tanjung Priok, Lex Schoonheyt, selbst ein Internierter.

## Exekutionen
Im Oktober 1942 wurde der Häftling Lo Hartog van Banda wegen Arbeitsverweigerung in Einzelhaft in eine Holzbaracke am Rande des Lagers gesteckt. Hier erkannte er, dass die Einzelhaft die besten Chancen zur Flucht bot. Gemeinsam mit seinen Mitgefangenen Raedt van Oldenbarneveldt, van Poelje, Stulemeyer und Kraak plante er einen Fluchtversuch, der mit Arbeitsverweigerung und anschließender Einzelhaft beginnen sollte. Anfang November wurde den fünf Häftlingen befohlen, mit bloßen Händen die Toiletten der Aufseher zu reinigen. Nachdem sie sich geweigert hatten, wurden sie in die Holzzellenbaracken eingesperrt. Dort beschlossen sie, in der Nacht vom 4. auf den 5. November zu fliehen. Hartog van Banda wurde jedoch am 4. November aufgrund seines Geburtstages aus seiner Zelle entlassen. Die anderen vier entkamen ohne ihn, nachdem sie eine Planke aus der hinteren Zelle geschnitten hatten. Sie wollten nach Französisch-Guayana fliehen, verirrten sich aber und wurden erwischt. Nachdem sie misshandelt worden waren, wurden sie nach Paramaribo gebracht, wo sie von Oberst Jan Kroese Meyer verhört wurden. Alle vier wurden zum Tode verurteilt. Zwei von ihnen, L.K.A. Raedt van Oldenbarneveld und L.A.J. van Poelje, wurden tatsächlich erschossen. Dann versagte ein Gewehr und der Direktor von Fort Zeelandia griff ein. Später wurde offiziell behauptet, die beiden hingerichteten Männer seien auf der Flucht erschossen worden. Nach dem Krieg stellte sich heraus, dass sie von hinten erschossen worden waren, während sie in Handschellen lagen. Oberst Kroese Meyer wurde jedoch nicht belangt. Er erhielt 1948 den Militär-Wilhelms-Orden.

## In die Niederlande
Nach der Befreiung wusste die Regierung der Niederlande nicht, was sie mit den Internierten machen sollte. Sie unterstanden der Regierung von Niederländisch-Ostindien, aber die hatte aufgehört zu existieren. Schließlich wurde beschlossen, die Internierten in die Niederlande zu überführen. Am 15. Juli 1946 wurden sie aus dem Lager Jodensavanne entlassen. Drei Tage später verließen sie Suriname per Schiff.